# Цыпкин, Александр Евгеньевич
Александр Евгеньевич Цыпкин (род. 28 сентября 1975, Ленинград, СССР) — российский писатель, драматург, сценарист, публицист, эксперт по стратегическим коммуникациям, создатель литературно-театрального проекта «БеспринцЫпные чтения».

## Биография
Цыпкин родился в 1975 году в Ленинграде в семье врачей. Окончил факультет международных отношений СПбГУ. После окончания учёбы в течение нескольких лет занимал место координатора программы шведского правительства Nordpraktik — New Managers for Russia, предлагавшей молодым российским менеджерам обучение в Швеции и проведение стажировок.
В начале 2000-х стал бренд-директором интернет-магазина Boutique.ru, в 2003 году — бренд-директором казино и ресторана «ПалкинЪ». В 2009 году занял должность PR-директора СЗФ «МегаФон». В 2013 году получил профессиональную премию Proba-IPRA Golden World Awards за создание корпоративного журнала компании.
В 2015 году переехал в Москву и вошёл в совет директоров инвестиционной компании Vertical Capital.
В 2015 году дебютировал в литературе в качестве писателя со сборником рассказов «Женщины непреклонного возраста и другие беспринцЫпные истории», ставшим бестселлером.
В конце 2015 года Цыпкин совместно с продюсером Анастасией Приц создал проект «БеспринцЫпные чтения». Он пригласил участвовать в нём главного редактора журнала Maxim Александра Маленкова и писателя Александра Снегирёва. Концепцию проекта можно описать как «знаменитый актёр вместе с автором читает произведения автора со сцены». Впоследствии проект стал сначала всероссийским, затем международным (чтения проходили в Париже, Берлине, Нью-Йорке, Сан-Франциско, Лимасоле, Тель-Авиве и других городах). В «БеспринцЫпных чтениях» участвовали многие известные актёры: Константин Хабенский, Ингеборга Дапкунайте, Данила Козловский и другие.
В 2017 Цыпкин дебютировал как сценарист, написав одну из новелл фильма «Про любовь. Только для взрослых». В 2018 году стал лауреатом приза Гильдии киноведов и кинокритиков России в конкурсе «Короткий метр» на фестивале «Кинотавр» за фильм «Прощай, любимый» (совместно с Ксенией Раппопорт и Павлом Капиносом).
В 2019 году американский режиссёр Пол Лазарус перевёл и адаптировал рассказы Цыпкина на английский язык. Сборник из десяти рассказов вышел в аудиоверсии и получил название «Sammynolie and other stories». Рассказы Цыпкина на английском языке прочитали Стейси Кич, Джейсон Александер, Рейчел Дрэтч, Тим Дейли, Ноа Уайли, Дьюли Хилл и другие актёры.
15 октября 2020 года на онлайн-портале «Кинопоиск» состоялась премьера комедийного телесериала «Беспринципные» режиссёра Романа Прыгунова по рассказам Цыпкина. 14 декабря 2020 года сериал дебютировал на телеканале ТНТ. Позже вышли ещё два сезона сериала.
В сентябре 2022 вышел сериал по сценарию Александра Цыпкина «Что делать женщине, если у неё два любовника, а выбрать нужно одного».
С 2015 по 2024 год вышли сборники-бестселлеры с рассказами, повестью и пьесами Цыпкина: «Дом до свиданий», «Девочка, которая всегда смеялась последней», «БесприцЫпное матерное, или Трагическое недоразумение», «Идеальный Че. Интуиция и другие беспринцЫпные истории», «Полузащитник Родины», «Интуиция. Burnt in the USSR», «Гуднайт, Америка, О».
По произведениям Цыпкина вышел созданный совместно с солистом Мариинского театра Юрием Смекаловым спектакль-балет «Три товарища?». Вместе со Смекаловым специально для бенефиса премьера Мариинского театра Владимира Шклярова был создан спектакль «Palimpsest. Заново написанный».
Под художественным руководством Константина Хабенского на сцене театра «Современник» в 2022 состоялась премьера спектакля «Интуиция» (режиссёр Данил Чащин) по одноимённой повести.
В Театре им. Ермоловой был поставлен спектакль в жанре острой сатиры «(Не)идеальный Че» (режиссёр Талгат Баталов) по повести Цыпкина, написанной в период пандемии, «Идеальный Че».
В декабре 2022 прошли премьерные показы спектакля «Не скажу» (постановка по одноимённому рассказу) на сцене театрального центра «На Страстном».
В Новосибирске в феврале 2023 в театре «Красный факел» состоялись премьерные показы спектакля «Люди своевременных взглядов» по рассказам Цыпкина. Режиссёр — Александр Созонов.
В Калининграде в декабре 2023 прошла премьера спектакля «Что делать женщине» в Калининградском драматическом театре. Режиссёр — Семён Барков.
В 2022 вышли три телепроекта с участием Цыпкин в роли ведущего: «Дебаттл» — молодёжные дебаты между студентами российских вузов в игровом формате на острые социальные темы; тревел-шоу «#Непровинция» — 25-серийный проект по городам России; «5 книг» — разговорное шоу на телеканале «Ключ».
В первом российском сериале от Netflix, снятом по мотивам романа Льва Толстого «Анна Каренина» Цыпкин сыграл роль Сергея Кознышева.
Сооснователь первой кинематографической премии за лучшие диалоги в кино «Диалоги в кино».
Соведущий подкаста «Изолента.Live» с синдикацией на Радио «Комсомольская правда», Радио Sputnik и сайт Дмитрия Пучкова.

## Лекционная деятельность
Выпустил курс «Карьера и личный бренд» на онлайн-платформе «Уроки легенд».

## Личная жизнь
Первый брак — Елена Мартынова (род. 1978, Москва), топ-менеджер российской компании «Мегафон».
Второй брак (с 2018 года) — актриса и предпринимательница Оксана Лаврентьева. В конце 2023 года Александр в соцсетях подтвердил информацию о своём разводе со второй женой.

## Благотворительность
Попечитель благотворительных фондов «Дети-бабочки» и «Фонда профилактики рака».

## Общественная позиция
В феврале 2022 года выступил против вторжения России на Украину.

## Оценки
Дмитрий Быков:

Признаться, я не обращал никогда серьезного внимания на эту фигуру. Ну что я буду говорить про Цыпкина? Я, конечно, не бог весть какая литературная величина, но все-таки я не на помойке себя нашел, чтобы рассуждать о Цыпкине, которого просто нет. Понимаете? Но то, о чем он говорит, это забавно. Он все ездит там по Англии, и все ему попадаются какие-то английские друзья, которые завидуют, что Путин у нас есть (потому что, как они говорят: «Если бы Англия могла себя защитить, но мы в военном смысле абсолютно беззащитны», «В Америке два старца, а у вас Путин», – вообще весь мир завидует). Я не знаю, в каком информационном пузыре общается Цыпкин и в каких подворотнях он подбирает своих собеседников.

Зинаида Пронченко:

«Беспринципные» — явная просрочка, чего не скажешь, наверное, о самом Александре Цыпкине: я верю, что его бойкое перо способно ухватить и новое русское бедное, но для этого ему надо выйти из тени гостеприимных террас Малой Бронной и бунгало на Мальдивах. Это не шутки, все сюжеты теперь — в маршрутке, следующей на биржу труда. Надеюсь, туда Цыпкин незамедлительно и отправится.

## Работы

### Театр
| Год  | Спектакль                           | Режиссёр                         | Жанр               | Примечания |
| ---- | ----------------------------------- | -------------------------------- | ------------------ | --- |
| 2016 | «Russka Barka»                      | Йован Стаматович-Карич           | драмеди            | премьера в рамках фестиваля «Территория» |
| 2016 | «Она девочка, ей всё можно»         | Михаил Морозов                   | моноспектакль      | премьера в «Гоголь-центре» |
| 2019 | «Три товарища: о чём молчит балет?» | Юрий Смекалов                    | драма              | премьера в театре «Приют комедианта» |
| 2020 | «Burnt in the USSR»                 | Григорий Артамонов               | драмеди            | премьера в «Гоголь-центре» |
| 2020 | «Palimpsest. Заново написанный»     | Юрий Смекалов                    | балет              | постановка создана специально для бенефиса премьера Мариинского театра Владимира Шклярова на музыку венгерского композитора XX века Белы Бартока. В полотно спектакля вплетён текст рассказа Александра Цыпкина |
| 2020 | «Интуиция»                          | Данил Чащин                      | драма              | Театр «Современник», постановка под художественным руководством Константина Хабенского |
| 2021 | «(НЕ)ИДЕАЛЬНЫЙ ЧЕ»                  | Талгат Баталов                   | социальная сатира  | постановка в Театре им. Ермоловой |
| 2022 | «Не скажу»                          | Григорий Артамонов, Семён Барков | лирическая комедия | новогодняя премьера в декабре 2022 прошла в театральном центре «На Страстном» |
| 2023 | «Люди своевременных взглядов»       | Александр Созонов                | спектакль          | премьера состоялась 25 февраля 2023 в Новосибирском государственном академическом театре «Красный факел» |
| 2023 | «Что делать женщине»                | Семён Барков                     | спектакль          | премьера состоялась в декабре 2023 в Калининградском драматическом театре |

### Фильмография
| Год                    | Название                          | Режиссёр                                          | Жанр             | Участие                                   | Примечания                                                                |
| ---------------------- | --------------------------------- | ------------------------------------------------- | ---------------- | ----------------------------------------- | ------------------------------------------------------------------------- |
| 2017                   | «Про любовь. Только для взрослых» | Анна Меликян                                      | комедия          | сценарист                                 | дебют Цыпкина в кино                                                      |
| 2017                   | «Прощай, любимый!»                | Александр Цыпкин, Ксения Раппопорт, Павел Капинос | мелодрама        | автор сцен, режиссёр, креативный продюсер | приз Гильдии киноведов и кинокритиков России на фестивале Кинотавр 2018   |
| 2018                   | «Окно»                            | Наталия Калёнова                                  | игровой          | сценарист                                 | короткометражный фильм                                                    |
| 2018                   | «Нежность»                        | Анна Меликян                                      | мелодрама        | сценарист                                 | короткометражный фильм                                                    |
| 2018                   | «Вцвет»                           | Евгений Лыткин                                    | комедия          | сценарист                                 | короткометражный фильм                                                    |
| 2019                   | «Тёмная как ночь. Каренина 2019»  | Радда Новикова                                    | драма            | сценарист                                 | короткометражный фильм, клип                                              |
| 2019                   | «Ты его любила?»                  | Елена Полякова                                    | мелодрама        | сценарист                                 | короткометражный фильм                                                    |
| 2019                   | «Эвтаназия»                       | Елена Бродач                                      | драма            | сценарист, продюсер                       | короткометражный фильм                                                    |
| 2019                   | «#этоневажно»                     | Резо Гигинеишвили                                 | игровой          | сценарист, продюсер                       | короткометражный фильм                                                    |
| 2019                   | «Утренний секс»                   | Александр Цыпкин                                  | комедия          | сценарист, режиссёр                       | короткометражный фильм                                                    |
| 2020-                  | «Беспринципные»                   | Роман Прыгунов                                    | комедия          | сценарист, актёр                          |                                                                           |
| 2022—2024              | «Что делать женщине, если...»     | Алексей Кузмин-Тарасов                            | комедия          | сценарист                                 |                                                                           |
| 2023                   | «Беспринципные в деревне»         | Роман Прыгунов                                    | комедия          | сценарист                                 |                                                                           |
| 2025                   | «Министерство Всего Хорошего»     | Александр Фомин                                   | комедия          | сценарист                                 |                                                                           |
| Дата выхода неизвестна | «Анна К»                          | Наталья Меркулова, Алексей Чупов                  | драма, мелодрама | актёр                                     | Сериал выйдет на Netflix. Александр Цыпкин снялся в роли Сергея Кознышева |

### Теле- и интернет-проекты
| Год              | Название     | Источник         | Участники                                                                                            | Жанр            | Примечания                                                                                     |
| ---------------- | ------------ | ---------------- | --- | --------------- | ---------------------------------------------------------------------------------------------- |
| 2022 — …         | Дебаттл      | YouTube соцсети  | Эксперты: Пётр Лидов, Игорь Виттель, Талгат Баталов, Александра Виноградова, Дмитрий Чеботарёв и др. | Игры            | Молодёжные дебаты в игровом формате на острые социальные темы                                  |
| 2022 — …         | #Непровинция | Okko соцсети     | Режиссёр: Никита Белых                                                                               | Тревел-шоу      |                                                                                                |
| 2022 — (3 сезон) | «5 книг»     | Телеканал «Ключ» | Ведущая сезонов 1-2: Вера Полозкова                                                                  | Разговорное шоу | Известные люди рассказывают о себе и своих взглядах на жизнь через пять повлиявших на них книг |